# 安妮卡·奥伦
安妮卡·奥伦（瑞典語：Annica Åhlén，1975年1月17日—），瑞典女子冰球运动员。她曾代表瑞典参加1998年和2002年冬季奥林匹克运动会冰球比赛，其中2002年奥运会获得一枚铜牌。